# Бремен-Верденская марка
Бремен-Верденская марка (нем. Bremen-Verden Marck) — денежная единица Бремен-Верденского герцогства, которая чеканилась в 1611—1617 годах Йоганном Фридрихом (1596—1634) и после окончания Тридцатилетней войны под шведским правлением с 1660 года. Последняя марка была отчеканена в 1675 году.

## История

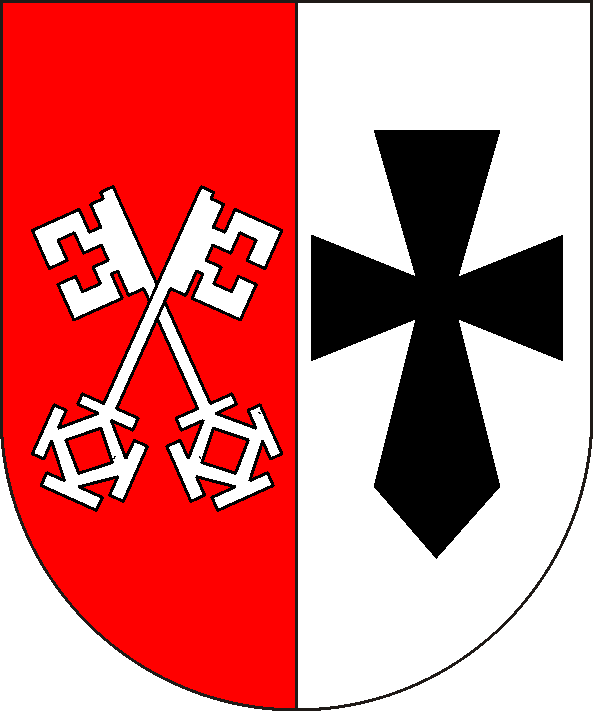
Герб Бремен-Верденского герцогства

В начале Тридцатилетней войны лютеранское Бременское архиепископство сохраняло нейтралитет, как и большинство протестантских земель Нижнесаксонского округа. Соседнее епископство Верден также пыталось сохранить нейтралитет, но будучи частью Нижнего Рейн-Вестфальского округа, в котором происходили постоянные стычки между кальвинистскими, католическими и лютеранскими епархиями — Вердену пришлось участвовать в войне. 1648 года, согласно Вестфальскому миру Бремен и Верден получили статусы княжеств, но, получив лишь частичную поддержку от императора Священной Римской империи, заключают Личную унией со Шведским королевством, которая продержалась до 1712 года. Согласно этой унии в княжествах было установлено генеральный правительство, а эти земли были включены в шведский лен. В то же время в основной части Бремена был сохранен статус свободного имперского города. Во время Северной войны, в 1712 году, эти земли были оккупированы Датским королевством. 9 ноября 1719 года, согласно Стокгольмскому договору, Швеция передала земли курфюрстам Ганновера, получив компенсацию за них в 1 миллион риксдалеров. В 1806 году, после распада Священной Римской империи, объединённое герцогство стало считаться недействительным. В 1807 году, во время наполеоновских войн земли Бремен-Вердена были объявлены землями северного департамента Франции и включены в состав королевства Вестфалии. 1823 года Бремен-Верден и земли Гадельн (нем. Hadeln) стали административными землями Ганновера, сформировав регион Штаде.

## Монеты
До 1611 года в Вольном имперском городе Бремене марка не чеканилась и не служила расчетной единицей. В 1611—1617 годах, во времена правления в Бремене Гольштейн-Готторпского герцога Иоганна Фредерика, были отчеканены монеты номиналом в 1 марку. Марка изготавливалась из серебра для обращения и в Вердене и равнялась 32 гротам. С 1648 года монеты Бремен-Верденского герцогства начали чеканиться Швецией после заключения с ней унии. Из серебра различной пробы изготавливались монеты номиналами в 1 сешлинг, 2 шиллинга, 1, 2 и 4 марки, 1⁄48, 1⁄24, 1⁄16 (1,7850 граммов, 0.8120 пробы), 1⁄12, 1⁄6, ⅔, ⅓, ½ (14,6160 граммов, 0.8880 пробы) 1 (29,2320 граммов, 0.8880 пробы) и 2 (58,4640 грамма, 0.8880 пробы) талеры. Эталоном для изготовления серебряных монет служила кельнская марка. Также чеканили для торговли с соседними землями из чистого золота 0.9860 пробы 1 (3,5 грамма), 5 (17,5 грамм) и 10 (35 грамм) дукатов. 5 и 10 дукатов имели двойное название — португалезеры (нем. Portugalöser), где 1 португалезер = 2½ дуката. Курс тогда был таким: 1¼ гульдена (позже дукаты) = 1 талеру = 3 маркам = 24 грошам = 32 гротам = 48 шиллингам = 96 сешлингам. Последние монеты Бремен-Верденского княжества чеканились в 1697 году. Марка чеканилась с 1660 по 1675 годы. Монеты Вольного имперского города Бремена продолжали чеканиться по тем же соотношениям до денежной реформы 1874 года. Бремен перешел на общую десятичную систему по имперскому курсу Германской империи. 1 общеимперская марка стала равняться 100 пфеннигам.